# Lady Henry Somerset
Lady Henry Somerset (nacida Lady Isabella Caroline Somers-Cocks ) 3 de agosto de 1851 - 12 de marzo de 1921) fue una filántropa británica, líder del Movimiento de la Templanza y activista por los derechos de las mujeres . 

## Biografía
Lady Isabella Caroline Somers-Cocks nació en Londres. Era la primera de las tres hijas de Charles Somers-Cocks, tercer conde de Somers y su esposa Virginia (nacida Pattle). Por parte materna era sobrina de la fotógrafa Julia Margaret Cameron y prima hermana de la madre de la escritora Virginia Woolf, Julia Stephen . Lady Isabella recibió una educación privada. Como no tenía hermanos, ella y su hermana Adeline eran co-herederas de su padre, la tercera hermana, Virginia, murió de difteria cuando era niña. Profundamente religiosa, se planteó hacerse monja en su juventud.

## Escándalo matrimonial
Lady Isabella se casó con Lord Henry Somerset el 6 de febrero de 1872 y se hizo conocida como Lady Henry Somerset. El matrimonio parecía ser perfecto. Su esposo era el segundo hijo de Henry Somerset, octavo duque de Beaufort, y como tal no heredaba casi nada, a diferencia de ella. El 18 de mayo de 1874, nació un hijo de la pareja llamado Henry Charles Somers Augustus. Sin embargo, Lord Henry era homosexual y el matrimonio estaba condenado al fracaso.  La homosexualidad masculina era un delito en el Reino Unido en ese momento, pero se esperaba que las mujeres ignoraran todo tipo de infidelidades de su esposo. Lady Henry desafió las convenciones sociales al separarse de su esposo y demandarlo por la custodia de su hijo, haciendo pública su orientación sexual. Ella ganó el juicio en 1878 y retomó el estilo de Lady Isabella Somerset, pero fue excluida de la sociedad. Lord Henry se fue a Italia, pero la pareja nunca se divorció debido a sus fuertes sentimientos religiosos.  Lady Henry se retiró a Ledbury, cerca de la casa de su familia, donde se ocupó de obras de caridad. Su padre murió en 1883, dejando como herencia el castillo de Eastnor, propiedades en Gloucestershire y Surrey, propiedades en Londres y barrios marginales en el East End . Bautizada y criada como anglicana, se convirtió en metodista en la década de 1880.

## Movimiento de la Templanza

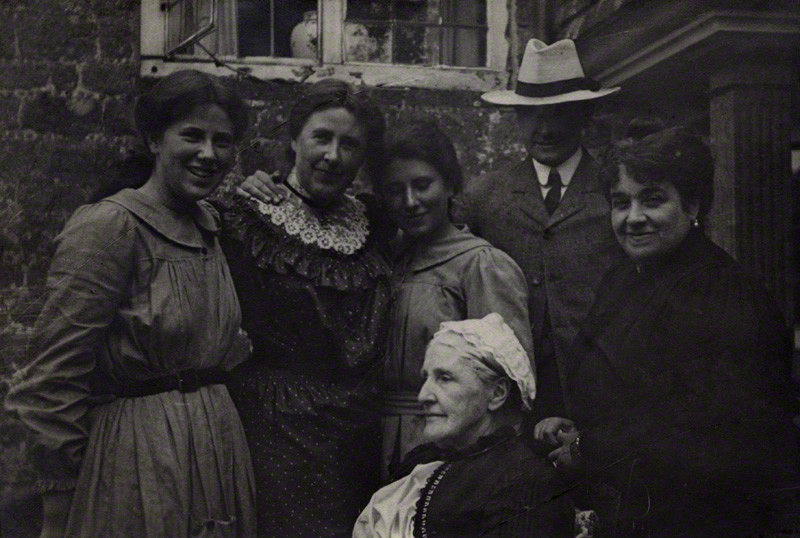
Fotografía de 1904 de Lady Henry Somerset (extremo derecho) con (de izquierda a derecha) Ray Strachey, Mary Berenson, Hannah Whitall Smith (sentada) Karin Stephen y Logan Pearsall Smith

Lady Henry se interesó en el Movimiento de la Templanza después de que una amiga cercana se suicidara mientras estaba borracha. Elocuente y convincente, fue elegida presidenta de la Asociación de Mujeres Británicas de la Templanza en 1890. Al año siguiente, viajó a los Estados Unidos, donde conoció a Frances Willard, presidenta de la Unión Cristiana de Mujeres por la Templanza, y habló en la primera convención mundial de la WCTA en Boston. Willard pronto la eligió vicepresidenta de la organización y realizó varias visitas a Gran Bretaña. Durante el mandato de Lady Henry como presidenta de la BWTA, la organización creció rápidamente y alcanzó una gran influencia política y social. Se alió con el Partido Liberal, Earl Roberts y William Booth .  Lady Henry promovió el control de la natalidad ; en 1895 afirmó que el pecado empieza con un niño no deseado. Para 1897, su amistad con Basil Wilberforce la ayudó a reconciliarse con la Iglesia de Inglaterra.  
Sus críticos consideraban que Willard tuvo demasiada influencia en la BWTA. Aunque Lady Henry negó que tuviera la intención de convertir la BWTA en un movimiento de lucha por el sufragio femenino, ella y Willard abogaron abiertamente por la "emancipación" de las mujeres. Desde 1894 hasta 1899, editó la revista semanal feminista británica The Woman's Signal . A medida que la organización ganó más miembros, su presidenta se volvió más ambiciosa. Apoyó la concesión de licencias de prostitución en partes de la India como un medio para lidiar con la propagación de enfermedades de transmisión sexual entre los soldados británicos. Este punto de vista estaba muy extendido entre la aristocracia, pero la alejó del resto de miembros de la BWTA. Después de discusiones con Josephine Butler, Lady Henry se vio obligada a retractarse de sus puntos de vista en 1898, para evitar que la organización se desmoronara. Tras la muerte de Willard el mismo año, Lady Henry asumió el cargo de presidenta de la Asociación de Temperancia Cristiana de la Mujer del Mundo y la mantuvo hasta 1906, visitando Estados Unidos por última vez en 1903. Renunció al liderazgo de la BWTA cuando su apoyo al sistema escandinavo de gestión pública de hoteles atrajo críticas. Rosalind Howard, condesa de Carlisle, la sucedió.

## Últimos años

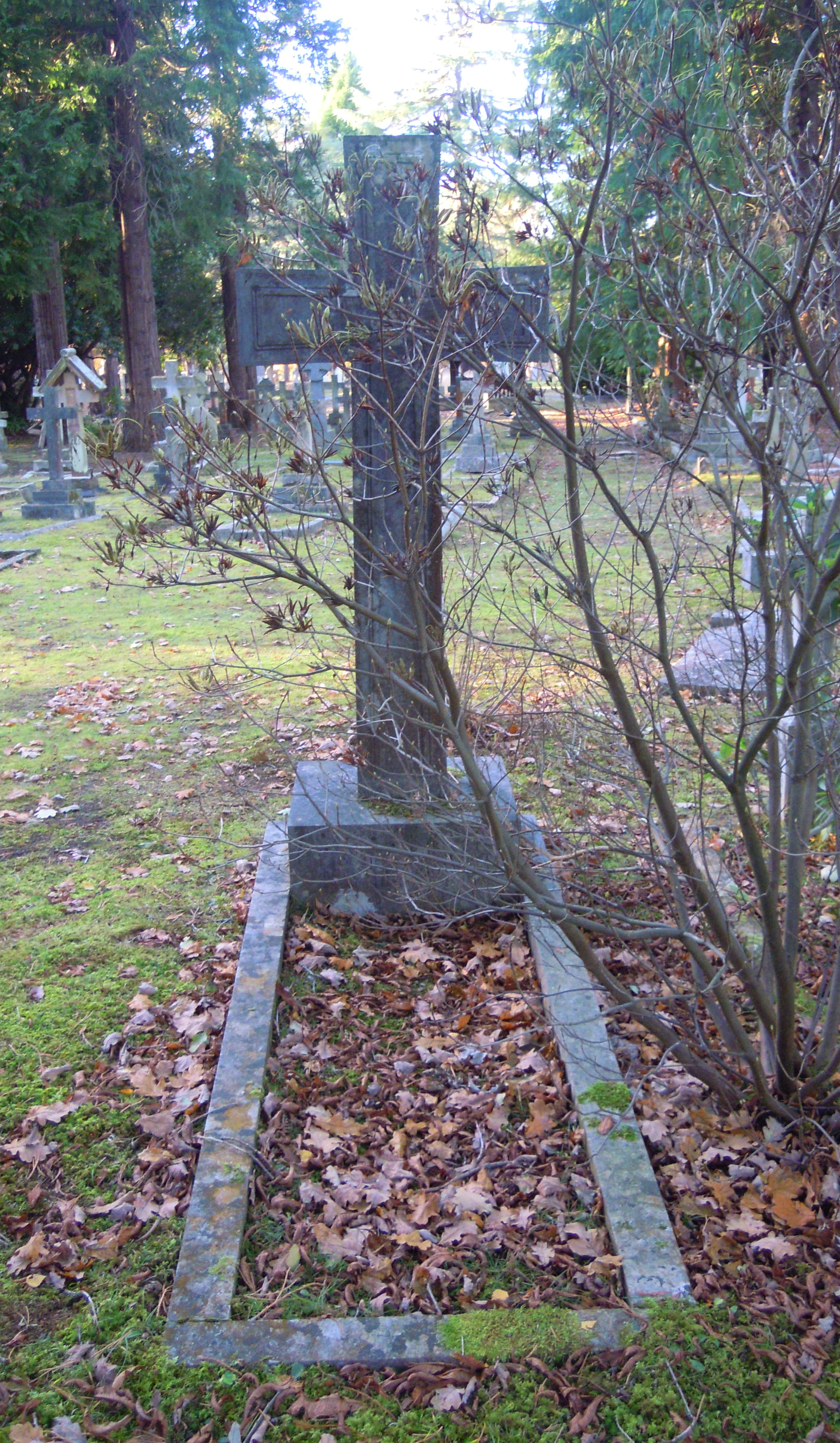
La tumba de lady Henry Somerset en el cementerio de Brookwood

Lady Henry dedicó el resto de su vida a la Colonia para Mujeres Alcohólicas, Duxhurst, en Reigate, que había abierto en 1895. Era una instalación destinada a rehabilitar personas alcohólicas, que ella consideraba su tarea más importante. El asesino Kitty Byron vivió en esta casa después de su liberación de prisión en 1908. 
En 1913, los lectores del London Evening News votaron a Lady Henry como la mujer que más desearían como la primera mujer primera ministra del Reino Unido . Su casa de Londres fue dañada durante una redada de Zeppelin en la Primera Guerra Mundial . Ella continuó trabajando duro en beneficio de los pobres, particularmente las mujeres, utilizando su riqueza y prestigio. Murió en Londres el 12 de marzo de 1921 después de una breve enfermedad. Le sobrevivieron su marido separado y su único hijo, que se casó con Lady Katherine, una hija de William Beauclerk, décimo duque de St. Albans . Cuando la línea masculina del hermano mayor de su esposo se extinguió en 1984, el bisnieto de Lady Henry, David, se convirtió en el undécimo duque de Beaufort . 
Está enterrada en el cementerio de Brookwood . 

## Galería

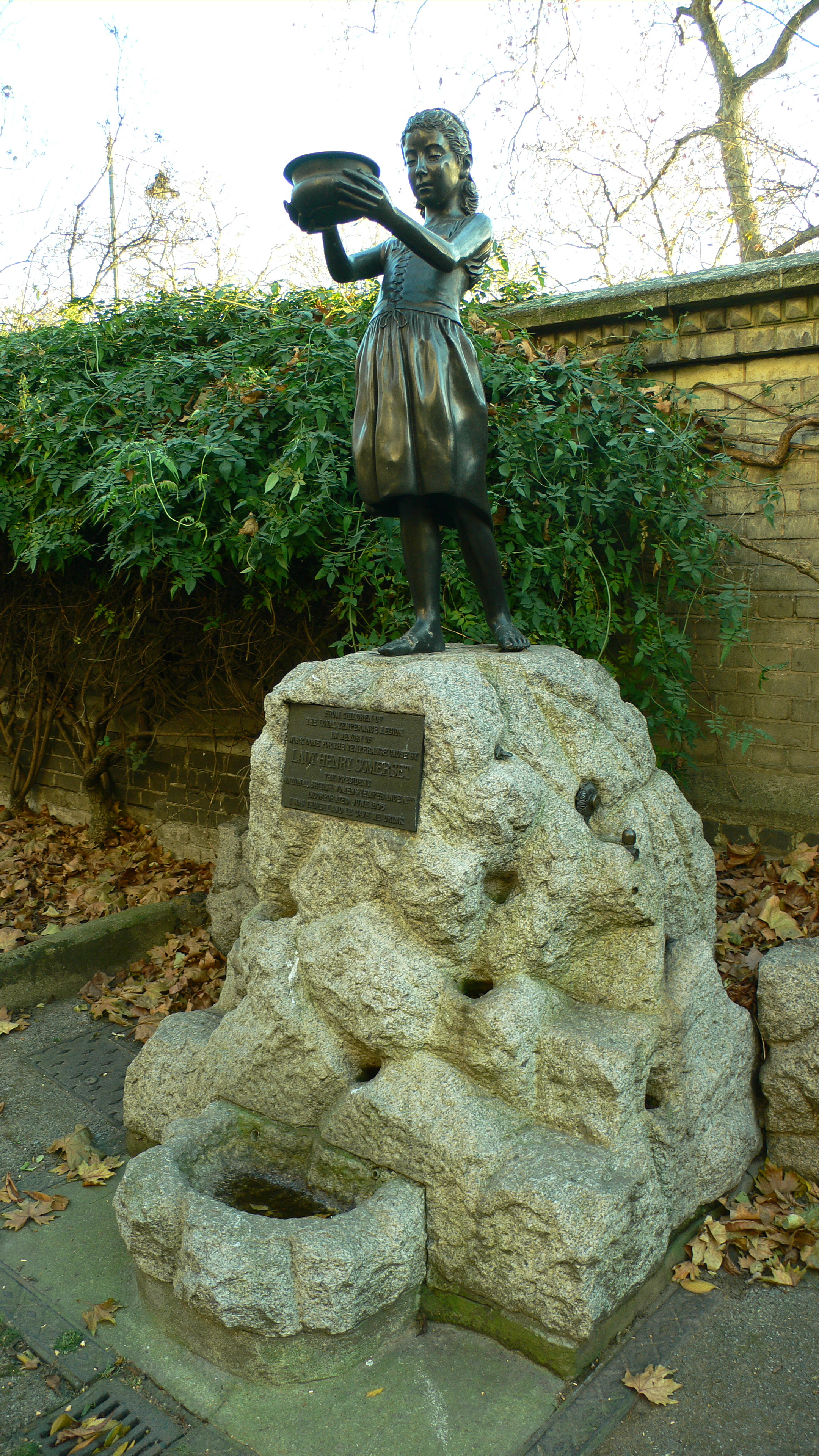
Lady Henry Somerset Memorial en Victoria Embankment, presentado el 29 de mayo de 1897 y dedicado a Lady Henry por la Legión Leal de la Templanza
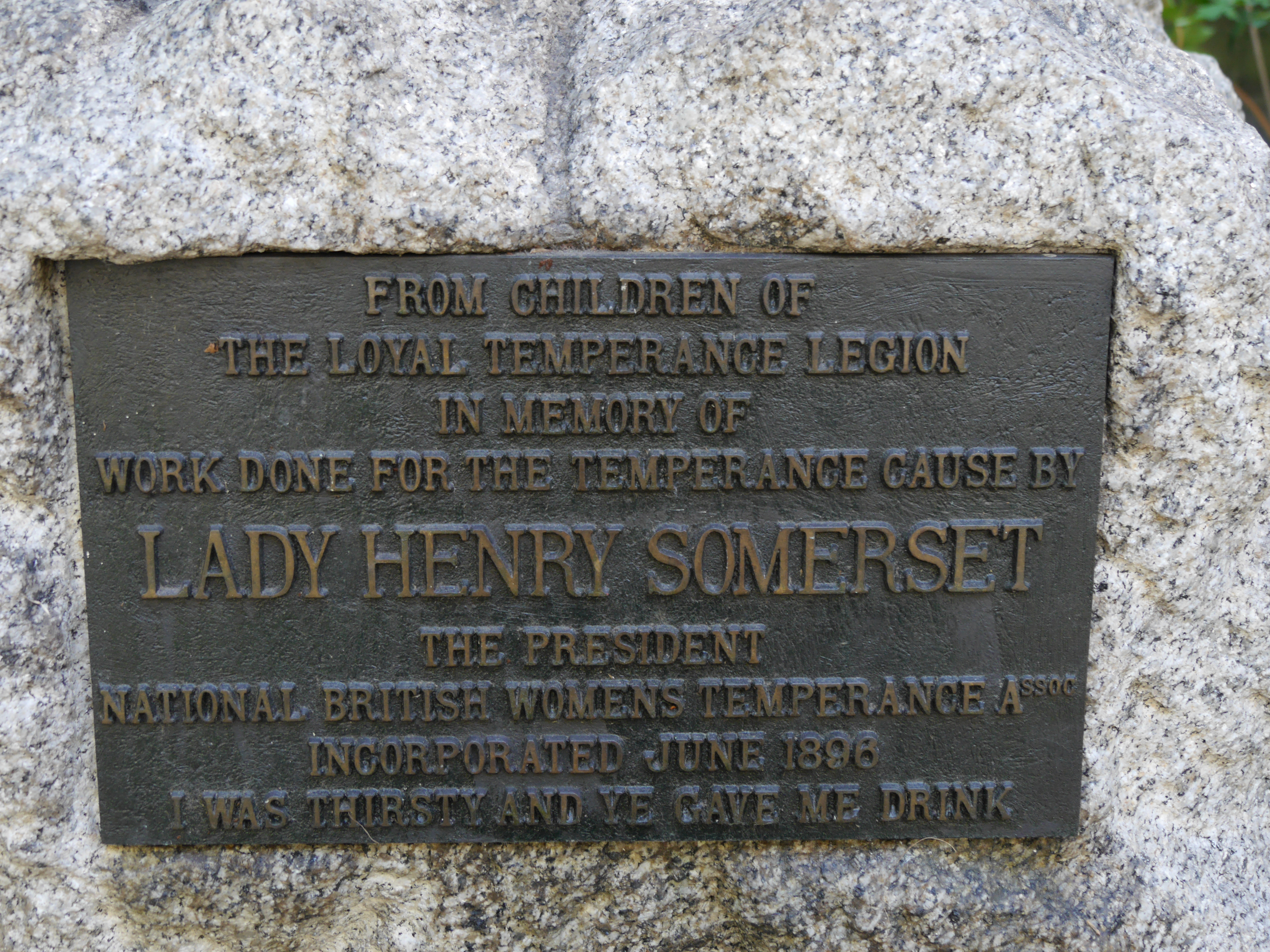
Placa conmemorativa